# Nicolas Pépé
Nicolas Pépé (29 de maig de 1995) és un futbolista professional ivorià que juga de volant i davanter amb el Vila-real CF i amb l'equip nacional ivorià.